# Planctae
Dans la mythologie grecque, les Planctae (grec moderne : Πλαγκταὶ, Planktaí, « Errants ») ou Rochers errants étaient un groupe de rochers entre lesquels la mer se montrait impitoyablement violente. Elles constituèrent un obstacle pour plusieurs héros mythologiques.

## Sources antiques

### Odysséed'Homère
Dans l'Odyssée du poète grec Homère (écrite vers la fin du VIIIe siècle av. J.-C.), la sorcière Circé raconte à Ulysse l'histoire des « rochers errants » :
Je ne t’indiquerai d’une façon formelle

La voie à parcourir ; mais ton cœur doit opter :

Car sur tes deux chemins je vais être explicite.

Vous trouverez des rocs saillants, que vient heurter

L’infatigable flot de la bleue Amphitrite.

Ces rocs, nos Immortels les surnomment Errants.

Nul oiseau ne les double, aucun ramier célère

Apportant l’ambroisie à Zeus, le divin Père.

Toujours la roche lisse en retient d’expirants,

Et le Père toujours répare ces dommages.

Pas un vaisseau qui puisse en paix s’en approcher ;

Des vagues sans merci, de fulgurants orages

Emportent les marins et leur frêle plancher.

Seul le célèbre Argo, cinglant de chez Éète,

Sortit franc du passage avec sa cargaison.

L’onde l’aurait aussi jeté contre une arête,

Mais Junon le guidait, car elle aimait Jason.
 »
Les rochers se trouvent sur l'une des deux routes potentielles vers Ithaque ; l'alternative, empruntée par Ulysse, mène à Charybde et Scylla.

### Histoiresd'Hérodote
L'historien grec Hérodote, dans le quatrième livre des Histoires (vers 440 av. J.-C.), raconte l’histoire du grand roi perse Darius : 

### De mirabilibus auscultationibusde Pseudo-Aristote
De mirabilibus auscultationibus (Sur les choses merveilleuses entendues) (en), ouvrage faussement attribué à Aristote, dit à son tour :
Les vagues de la mer charrient les bois des navires et les corps des hommes, et les tempêtes de feu destructrices aussi.
(Homère, Odyssée, XII. 67.)
Ce n'est pas des Cyanées que le feu sort, mais du détroit qui sépare la Sicile (de l'Italie), où il y a des éruptions de feu des deux côtés du détroit, où l'île brûle continuellement et où la lave de l'Etna coule fréquemment sur la région. »

### Argonautiquesd'Apollonios de Rhodes
Les rochers apparaissent également dans les Argonautiques du poète grec Apollonios de Rhodes (rédigée au IIIe siècle av. J.-C.) :
Les Néréides paraissent aussitôt de tous côtés et Thétis saisit elle-même le gouvernail. Telle qu'une troupe de dauphins dont la vue remplit de joie les matelots, sortant du sein d'une mer tranquille, se jouent alentour d'un vaisseau, telles les filles de Nérée environnent en foule le navire Argo, dont la course est dirigée par Thétis. Lorsqu'il fut près des rochers errants, les Nymphes, relevant leurs robes jusqu'aux genoux, se répandirent ça et la sur le bord des écueils. Le vaisseau entraîné par le courant est battu par les flots qui se soulèvent avec furie et mugissent en se brisant contre les rochers dont les uns s'élèvent comme des précipices au milieu des airs et les autres sont cachés sous les eaux. Ainsi qu'on voit sur un rivage sablonneux de jeunes filles, la robe retroussée dans la ceinture, s'amuser à recevoir et à se renvoyer mutuellement une balle qui ne touche jamais la terre, ainsi les Nymphes de la mer font voler tour à tour le vaisseau sur les flots et lui font franchir tous les écueils. Vulcain, debout sur la cime d'un rocher et l'épaule appuyée sur le manche d'un marteau, regarde avec étonnement ce spectacle. Junon le voit aussi du haut des cieux et dans sa frayeur elle presse Minerve entre ses bras.
La durée d'un jour de printemps fut celle du travail des Néréides. Elles disparurent après avoir rempli les ordres de Junon et s'enfoncèrent comme des plongeons dans les flots. Le vaisseau, poussé par le vent, était alors près des campagnes de la Sicile où paissent les troupeaux du Soleil, et les Argonautes entendaient le bêlement des moutons et les mugissements des bœufs. Phaétuse, la plus jeune des filles du Soleil, conduisait les moutons en tenant dans sa main une houlette d'argent. Lampétie portait une baguette d'airain et suivait les bœufs qui paissaient au milieu de gras pâturages, entrecoupés de ruisseaux. Ils étaient tous d'une blancheur égale à celle du lait et portaient fièrement leurs têtes ornées de cornes d'or. Les Argonautes ayant parcouru ce rivage pendant le jour, firent route la nuit suivante à travers une mer d'une vaste étendue, où les premiers rayons de la lumière les retrouvèrent encore. »

### Géographiede Strabon
Le géographe grec Strabon décrit dans le troisième chapitre de son livre douze Géographie (écrite entre 20 av. J.-C. et 23 apr. J.-C.), consacré au Pont :

### Histoire naturellede Pline l'Ancien
Le naturaliste romain Pline l'Ancien, dans les quatrième et le sixièmes livre de son Histoire naturelle (publiée vers 77), liste les îles dans le Pont-Euxin (Mer Noire). Parmi elles, il cite une paire d'îles : les Planctes (ou Cyanées, ou Symplégades). Il les localise à 1.500 pas de l'Europe et à 14.000 de l'ouverture du détroit (Bosphore). Il rajoute : « La fable rapporte qu'elles se heurtaient l'une contre l'autre : c'est que, séparées par un intervalle étroit, on ne les voit distinctes que de face en entrant dans le Pont-Euxin, et qu'elles semblent s'être réunies pour peu que les yeux aient pris une direction oblique ».

### Bibliothèquede Pseudo-Apollodore
Le mythographe grec Pseudo-Apollodore, dans le premier Épitomé (condensé d'un écrit ancien) de sa Bibliothèque (IIe siècle), raconte les aventures d'Ulysse : « Et après cela il arriva à deux chemins. D'un côté se trouvaient les Rochers Errants, et de l'autre côté deux énormes rochers, et dans l'un d'eux se trouvait Scylla, fille de Crataeis et de Trienus ou Phorcus, avec le visage et la poitrine d'une femme, mais des flancs elle avait six têtes et douze pieds de chien ».

## Analyse
Comme Homère, Apollonios situe ces rochers près de Charybde et Scylla, mais au-delà d'eux, plutôt que comme un itinéraire alternatif. Aussi, il distingue deux groupes de roches dangereuses, les Symplegades et les Planctae. Les Symplegades ont été rencontrés sur le chemin menant à la Toison d'Or et les Planctae ont été rencontrés sur le voyage de retour. Le texte ne précise pas clairement quel dieu ou quelle déesse a aidé les Argonautes à traverser en toute sécurité les Rochers qui se heurtent. Athéna aida dans la première tâche, tandis que Thétis et ses sœurs les Néréides dans la seconde. Cependant, les plans pour aider Jason à surmonter ces obstacles ont finalement été orchestrés par Héra selon Apollonios, ce qui concorde avec Homère. L'édition de la Bibliothèque de Pseudo-Apollodore par James George Frazer explique qu'il a été suggéré que l'histoire des Rochers Errants est une réminiscence confuse de l'histoire d'un marin à propos d'icebergs flottants. Pour plus d'informations, il renvoie aux commentaires de William Merry (en) sur Homère (Odyssée, chant XII. 61).